# Dynudden
Dynudden är ett område i Motala. Det ligger vid Vättern, söder om Motalaviken, omkring 2,5 km från centrala Motala. Området består dels av villor byggda efter millennieskiftet och dels av viss äldre bebyggelse av permanent- och fritidsboenden. Många tomter är strandtomter.